# Rhinocricus lateralis
Rhinocricus lateralis är en mångfotingart som beskrevs av Carl 1912. Rhinocricus lateralis ingår i släktet Rhinocricus och familjen Rhinocricidae. Utöver nominatformen finns också underarten R. l. atratus.